# Shih Pei-chun
Shih Pei-chun, née le 23 février 1980, est une judokate taïwanaise qui combat en catégorie mi-léger (-52 kg).

## Carrière sportive
Elle a remporté deux médailles de bronze aux Championnats d'Asie, en 2000 et en 2008. Elle a également représenté Taïwan lors des Jeux olympiques, en 2000 où elle bat la Malgache  Naina Ravaoarisoa avant de s'incliner en quarts de finale face à l'Argentine Carolina Mariani, et en 2008, battue lors de son premier match, face à la Kazakhe Sholpan Kaliyeva.

## Palmarès

### Compétitions internationales
| Année | Compétition         | Lieu  | Résultat | Catégorie      |
| ----- | ------------------- | ----- | -------- | -------------- |
| 2000  | Championnats d'Asie | Osaka | 3e       | Moins de 52 kg |
| 2008  | Championnats d'Asie | Jeju  | 3e       | Moins de 52 kg |